# Vladimír Kořínek (matematik)
Vladimír Kořínek, křtěný Vladimír Antonín Josef (18. dubna 1899 Praha – 2. června 1981 Praha) byl český matematik. Zabýval se zejména algebrou.

## Život
Vladimír Kořínek se narodil 18. dubna 1899 v Praze na Vinohradech. Jeho otec byl c.k. soudní adjunkt. Vladimír Kořínek studoval v letech 1910-18 na gymnáziu v Praze, v dnešní Londýnské ulici, kde byl jeho učitelem Miloš Kössler. Vladimír Kořínek byl výborným žákem, maturitu složil s vyznamenáním. Ve svém životopise vzpomíná na svá středoškolská léta:
"Od kvarty až do oktávy měli jsme na matematiku a v septimě a oktávě i na fysiku prof. Dr. M. Kösslera, který měl na mne svými krásnými výklady i svou láskou pro matematiku velký vliv. V septimě a oktávě půjčoval mně své matematické knihy, jako např. Vojtěchovy Základy matematiky."
Vladimír Kořínek nebyl odveden a nemusel na vojenskou službu.
Po úspěšném složení maturitní zkoušky zahájil studium na Filozofické fakultě Univerzity Karlovy, kde v letech 1918–23 vystudoval matematiku a fyziku. Přednášeli zde například prof. Petr, prof. Bydžovský a prof. Kössler, který se zde habilitoval. Pod vedením Karla Petra vypracoval Vladimír Kořínek disertační práci O representaci celých čísel ternárními kvadratickými formami indefinitními. Tato disertační práce byla posouzena jako výborná.
Dne 30. června 1923 byl Vladimíru Kořínkovi udělen titul doktora přírodních věd, již na nově vzniklé přírodovědecké fakultě. V tomtéž roce složil státní zkoušku z matematiky, o rok později z fyziky, obě „velmi dobře“ a stal se způsobilým k výuce matematiky a fyziky na středních školách. Školní rok 1923/24 strávil na Sorbonně.

### Pedagogické působení
Po návratu z Paříže působil Vladimír Kořínek jako nehonorovaný asistent matematického semináře na přírodovědecké fakultě Univerzity Karlovy (zastupoval Vojtěcha Jarníka). Současně vyučoval asi 10 hodin týdně na gymnáziu na kterém on sám dříve studoval. Na podzim roku 1929 odjel do Hamburku, kde strávil právě začínající školní rok. Studoval zde abstraktní algebru. Po návratu z Hamburku pokračoval v činnosti asistenta.
Dne 10. května 1931 se po smrti prof. Jana Sobotky uvolnilo místo profesora matematiky na přírodovědecké fakulty Univerzity Karlovy. Komise doporučila obsadit volné místo Vladimírem Kořínkem. Návrh byl jednomyslně přijat a ministerstvo bylo požádáno o jeho schválení. Z důvodu hospodářské krize byl Vladimír Kořínek jmenován prozatímním profesorem až roku 1935. V roce 1933/34 požádal prof. Petr o dovolenou na celý semestr, protože chtěl sepsat učebnici algebry. Přednášky místo něj dvakrát v týdnu přednášel Vladimír Kořínek, který zároveň pracoval na Státním úřadu statistickém.
Jeho pedagogická dráha byla přerušena v roce 1939, kdy byly vysoké školy zavřeny nacisty. Vladimír Kořínek ale ve své pedagogické činnosti nepřestal úplně, stále se stýkal se svými bývalými studenty a pomáhal jim s přípravou jejich disertace. Po skončení války se Kořínek vrátil na univerzitu. Už 12.5.1945 byl pověřen správou celé univerzitní budovy ve Viničné ulici. V září 1946 byl jmenován řádným profesorem.
V roce 1952 vznikala matematicko-fyzikální fakulta a již v prosinci tohoto roku byl Vladimír Kořínek pověřen řádným vedením katedry matematiky. Od 1. října 1953 se stal děkanem této fakulty, kterým byl po dva školní roky. Pod jeho vedením se na MFF fakultě konal Algebraický seminář.
Dne 23. prosince 1969 vešel v platnost zákon, který říká, že vysokoškolským učitelům končí pracovní poměr koncem semestru, v němž dosáhli 65. roku věku. Tento zákon se týkal i Vladimíra Kořínka. Ministerstvo na jeho žádost povolilo výjimku, ale pouze do září roku 1970. Další výjimku již ministerstvo nepovolilo. Dále tedy pokračoval v práci, ale pouze na poloviční úvazek jako odborný pracovník. Svoji činnost ukončil letním semestrem ve školním roce 1972/73. Další rok se ještě účastnil vedení algebraického semináře.

## Vědecká práce
V prvním období své vědecké práce se Vladimír Kořínek věnoval aritmetické teorii kvadratických forem. Později se začal zabývat otázkami teorie grup a teorie svazů. Kořínkova učebnice Základy algebry, která vyšla poprvé v roce 1953, ovlivnila výuku matematiky na českých vysokých školách po řadu let.

## JČMF – Jednota českých matematiků a fyziků
Vladimír Kořínek se členem Jednoty československých matematiků a fyziků stal roku 1918 kdy začal studium na univerzitě. Od 4. prosince 1921 se stal řádným členem výboru Jednoty. Za války byla činnost Jednoty tlumena. Dne 17. prosince 1945 se Kořínek opět stal členem výboru a hlavním knihovníkem Jednoty. Na půdě jednoty přednesl řadu přednášek.